# 티스 달링가
티스 달링가 (Thijs Dallinga, 2000년 8월 3일 ~ )는 네덜란드의 축구 선수이며, 볼로냐에서 공격수로 뛰고 있다.